# Kamienie szlachetne
Kamienie szlachetne – termin tradycyjnie używany dla określenia tzw. „Wielkiej Czwórki”, czyli diamentu, szafiru, rubinu i szmaragdu, czyli kamieni jubilerskich o twardości powyżej 7 w dziesięciostopniowej skali Mohsa. Termin ten odzwierciedla nie tylko ich piękno i rzadkość występowania, ale także znaczenie historyczne i kulturowe, jakie odegrały one w różnych cywilizacjach. Wyróżniają się one także wysoką ceną rynkową. 
Wszystkie pozostałe kamienie używane w jubilerstwie o twardości poniżej 7 w skali Mohsa były dawniej nazywane półszlachetnymi. 
Współcześnie na świecie odchodzi się od podziału na kamienie szlachetne i półszlachetne, zastępując je ogólnym terminem kamieni jubilerskich, czyli wszystkich kamieni używanych w jubilerstwie. W literaturze gemmologicznej używa się też zbiorczej nazwy kamienie szlachetne i ozdobne, obejmującej minerały i zwykle jednominaralne skały, powstałe w przyrodzie w warunkach naturalnych, które po oszlifowaniu wyróżniają się piękną barwą, połyskiem i innymi walorami estetycznymi.
W języku potocznym pod tym pojęciem kamienia szlachetnego może być rozumiany każdy kamień jubilerski.

## Rys historyczny

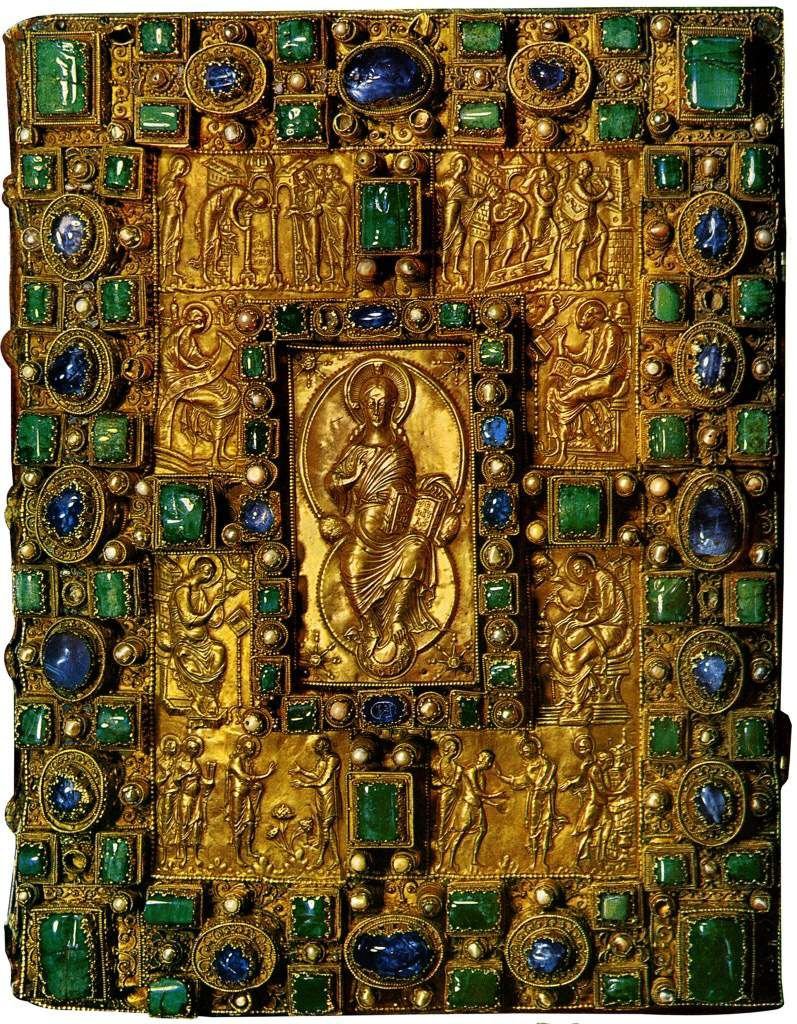
Zdjęcie oprawy Codex Aureus z około 870 rok, inkrustowanej szmaragdami i szafirami

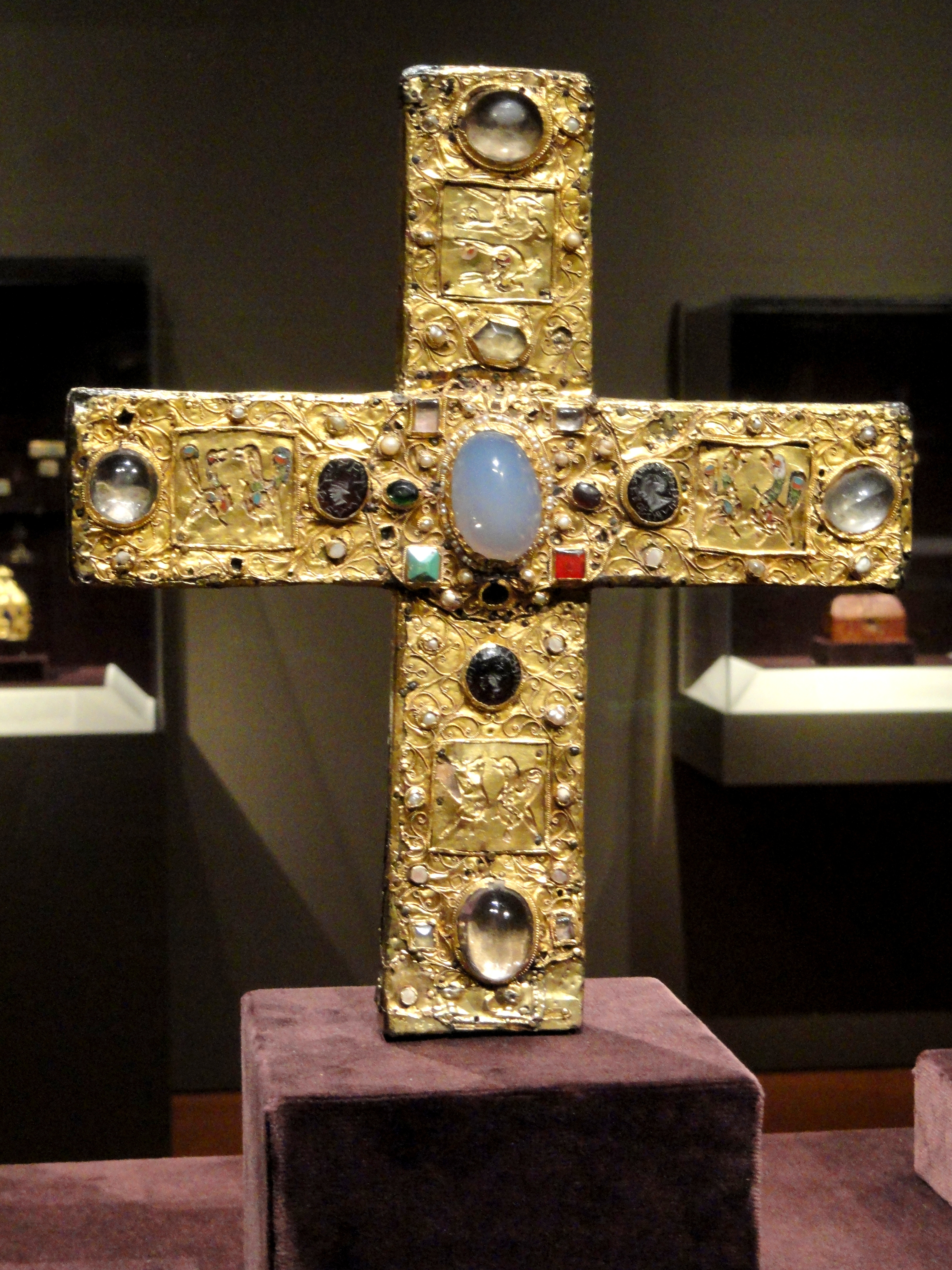
Uroczysty krzyż Liudolfa z Brunszwiku, wykonany krótko po 1038 roku

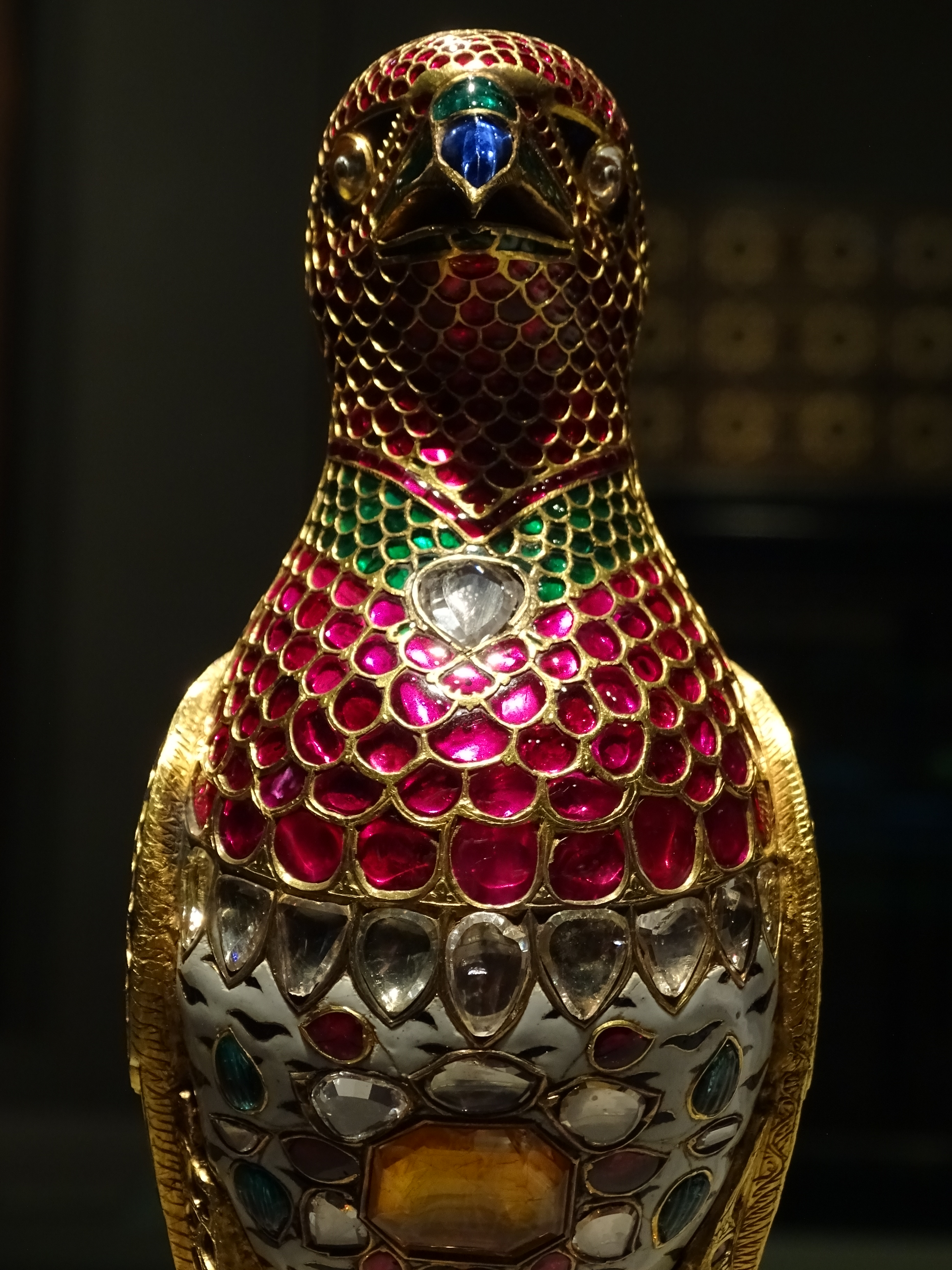
Wysadzany kamieniami szlachetnymi sokół, Indie, XVII wiek

Kamienie szlachetne ceniono od najdawniejszych czasów, nie tylko w Europie, ale także na Wschodzie, gdzie diamenty i rubiny uważano za najcenniejsze, stawiając na dalszym miejscu szafiry, szmaragdy i topazy. Piękno diamentów i rubinów w naszyjniku, promieniujących światłem podobnym do światła gwiazd, opisano w indyjskim poemacie sprzed 5000 lat. 
Wzmianki o kamieniach szlachetnych zostały zawarte w Biblii oraz Iliadzie i Odysei. W odległych czasach wiele uwagi poświęcili im Teofrast w traktacie O kamieniach (De lapidibus) oraz Pliniusz Starszy w Historiae naturalis. Pliniusz Starszy uznał diament za najcenniejszą z substancji, która przez długi czas była znana tylko królom.
Zanim złoża diamentów zostały odkryte w XVIII wieku w Brazylii, a następnie w XIX wieku w Południowej Afryce, diamenty pochodziły z Indii. 
Z zapisków pozostawionych przez islamskiego uczonego Al-Biruni, pochodzących z lat 1041 do 1049, można dowiedzieć się, że diament był używany nie tylko do cięcia innych kamieni, ale duże egzemplarze zostały np. osadzone w pierścieniach dwóch X-wiecznych władców irańskich, że wiedziano, iż rubin i szafir były zasadniczo tym samym minerałem, a rubin odróżniano od innych czerwonych kamieni, w tym spinelu, m.in. po niuansach w kolorze.
Posiadanie kamieni szlachetnych było przywilejem zamożnych i wpływowych osób. Były symbolem władzy i bogactwa oraz służyły do ozdoby, np. w postaci naszyjnika. Wysadzano nimi diademy, korony, berła; ozdabiano nimi miecze, tarcze, pierścienie, a nawet zastawę stołową, rydwany i baldachimy oraz przedmioty religijne (relikwiarze, krzyże itp.). W średniowieczu nie dzielono kamieni na szlachetne i półszlachetne, ale wyraźnie dokonywano rozróżnienia między kamieniami uważanymi za wartościowe a zwykłymi skałami. Noszona biżuteria w późnym średniowieczu odzwierciadlała status społeczny danej osoby. Złoto, srebro i kamienie szlachetne były zarezerwowane dla rodziny królewskiej i szlachty. Nisko urodzeni nosili wyroby z miedzi i pewteru. Kamienie szlachetne były postrzegane przez pryzmat ich właściwości ochronnych jako amulety, np. szafir miał sprawiać, że ten, kto go nosił był miłowany przez Boga i ludzi, a także ochraniał go przed urazami, oszustwami i przemocą. Szafirem były często ozdabiane pierścienie biskupów. 
Szlifowanie, polerowanie czy rzeźbienie kamieni szlachetnych (gliptyka) stosowano już w starożytności. W średniowieczu kamienie szlachetne miały głównie postać kaboszonów o zaokrąglonych kształtach i mocnym połysku. Wykonywano kamee i intaglio. W wyrobach artystycznych nierzadko łączono razem z kamieniami szlachetnymi emalię.
Od około XIV–XV wieku zaczęto nadawać im kształt wielościennych form geometrycznych. 
W przeszłości szmaragd był uznawany za króla kamieni szlachetnych. 
Tradycyjnie barwnym kamieniom szlachetnym przypisywano magiczną moc, a nawet właściwości lecznicze.
Zasoby kamieni szlachetnych w przyrodzie są nieodnawialne ze względu na długotrwały proces ich tworzenia się (miliony lat) i stale się zmniejszają, stąd ich cena rynkowa wzrasta.

Historyczne obiekty ozdobione kamieniami szlachetnymi
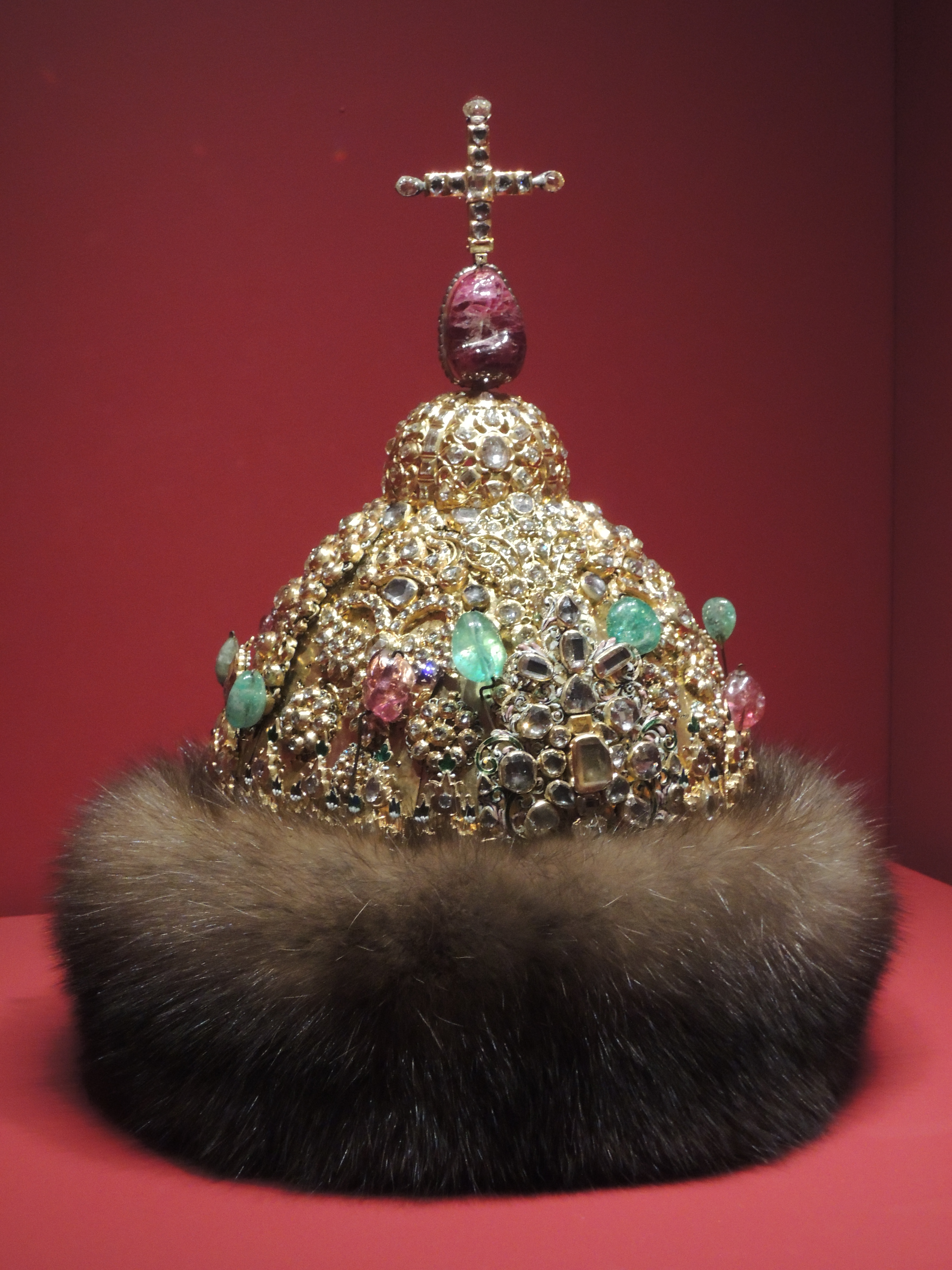
Diamentowa czapka Piotra I Wielkiego
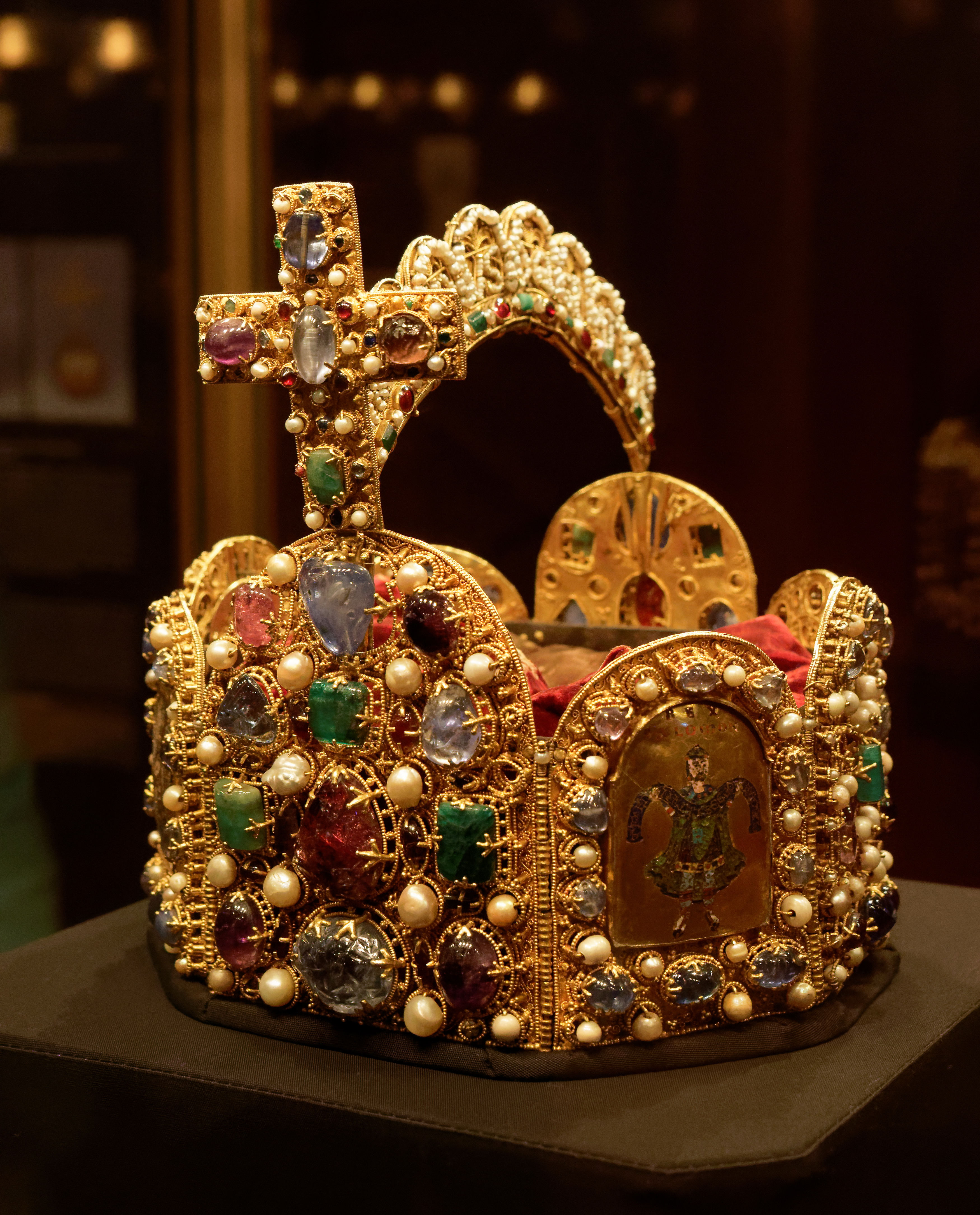
Korona cesarska Świętego Cesarstwa Rzymskiego
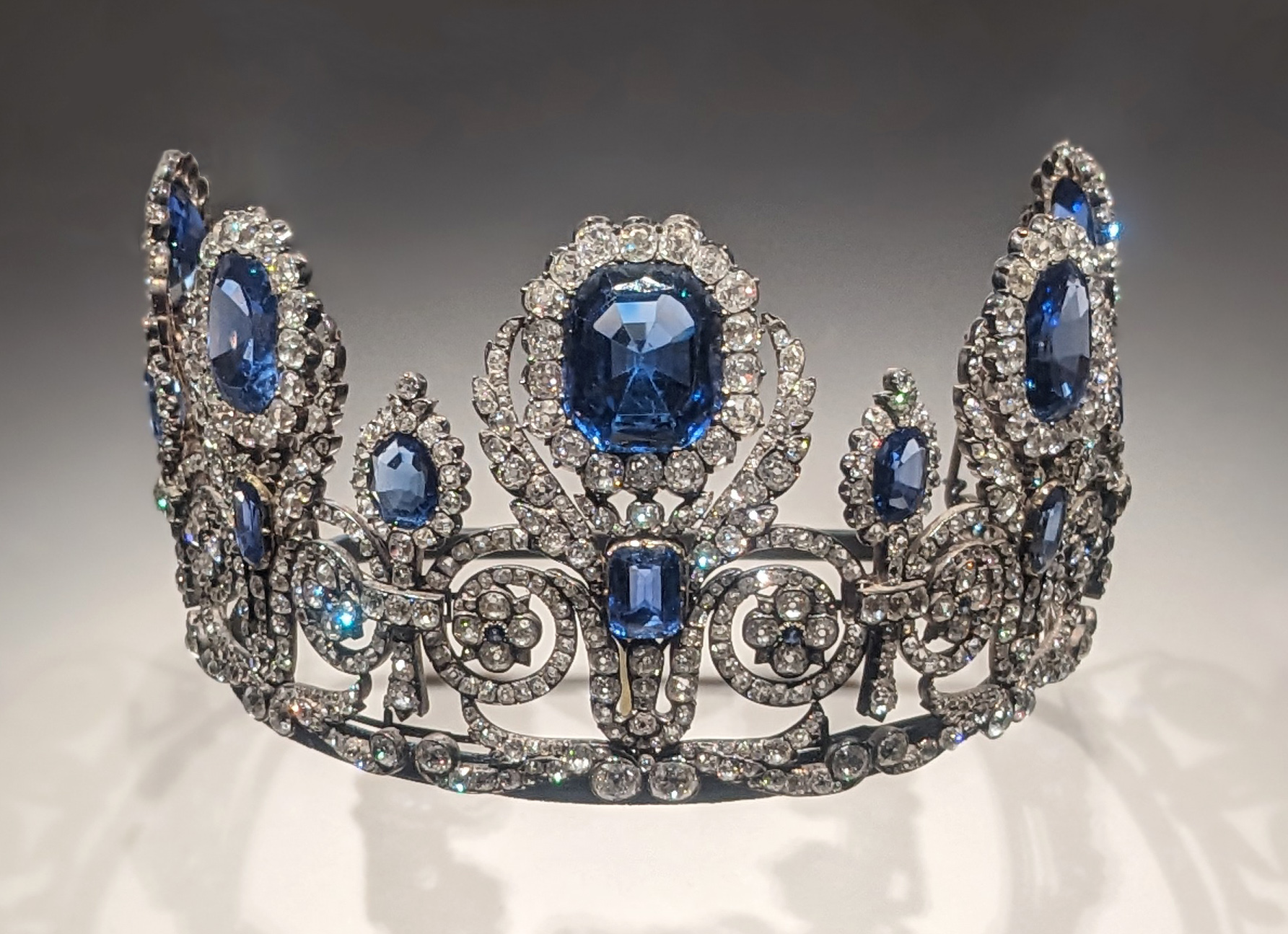
Diadem królowej Hortensji
Turecka szabla z XVII wieku

### Traktowanie i imitacje

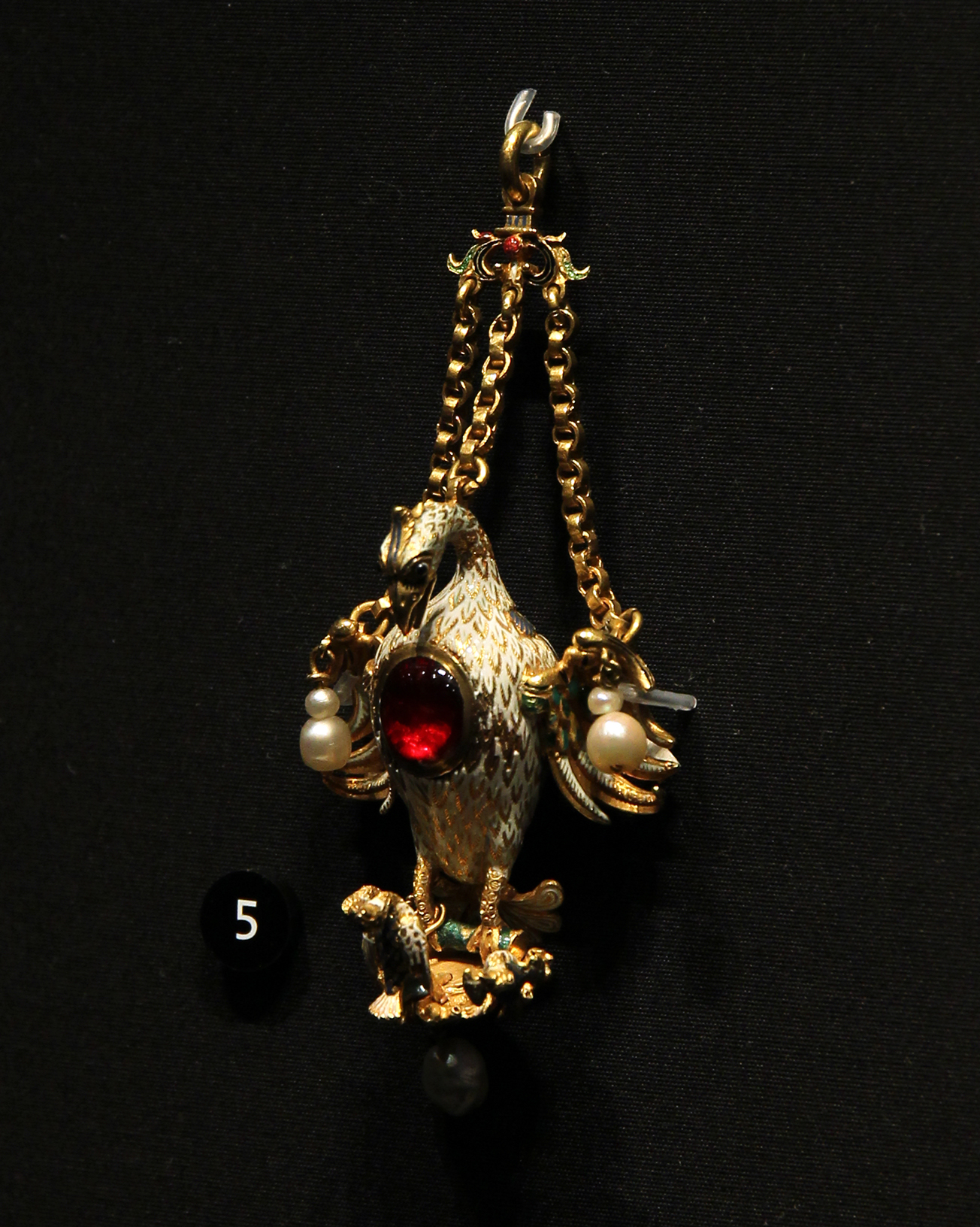
Wisiorek z pelikanem symbolizującym Chrystusa poświęcającego się na krzyżu dla odkupienia grzechów świata, emaliowane złoto, perły i imitacja rubinu (tryplet: kryształ górski na górze, warstwa czerwonego kleju i folia); Hiszpania, około 1550-1575

Od przynajmniej 4000 lat stosowano praktyki mające na celu upiększenie naturalnych kamieni szlachetnych. Kamienie szlachetne poprawiano i fałszowano w starożytnym Egipcie, Grecji i Rzymie. Poddany działaniu wysokiej temperatury karneol został znaleziony w grobowcu Tutanchamona. 
W Historii naturalnej napisanej przez Pliniusza Starszego znajdują się najstarsze zachowane opisy technik stosowanych celem poprawienia wyglądu kamieni szlachetnych, tj. olejowanie, farbowanie, foliowanie.    
Papirus Sztokholmski (prawdopodobnie spisany w końcu III wieku, ale zawierający kompilację wcześniejszych manuskryptów) liczył 73 przepisy na poprawianie oraz fałszowanie pereł i kamieni szlachetnych, np. podawał, aby dla poprawy zabarwienia szmaragdy zanurzyć w nierozcieńczonym winie i zielonym oleju.  
Mówi się, że fałszowanie kamieni szlachetnych stało się tak dużym problemem, że cesarz rzymski Dioklecjan nakazał około 300 roku spalenie wszystkich ksiąg opisujących sposoby fabrykowania imitacji kamieni szlachetnych.
Od średniowiecza francuscy mnisi cysterscy barwili odontolit na jasnoniebieski kolor, otrzymując imitację turkusu. 
Z 1502 roku pochodzi dzieło włoskiego doktora medycyny, astronoma, astrologa i mineraloga Camillusa Leonardusa, napisane po łacinie i opublikowane w Wenecji, pt. Speculum lapidum, w którym omówił sposoby poprawiania oraz imitacje kamieni, a także metody identyfikacji fałszywych kamieni szlachetnych, podkreślając duże znaczenie wiedzy i doświadczenia w tej materii.
Chociaż barwionego szkła do imitowania kamieni szlachetnych używano od przynajmniej czasów starożytnego Rzymu, to dopiero  w 1558 roku Giambattista della Porta zdradził, do tej pory okryty tajemnicą, proces wytwarzania szklanych imitacji kamieni w Magia Naturalis, książce napisanej po łacinie i przetłumaczonej następnie na wiele języków europejskich, przyczyniając się do wzrostu popularności kolorowych szklanych kamieni, odpowiednich do imitowania kamieni szlachetnych. Podał przepis na bezbarwne szkło, które nadawało się do barwienia pigmentami,  zalecając dodawanie do niego ołowiu w celu zwiększenia wagi i blasku. Giambattista della Porta wymienił także metody upiększania kamieni szlachetnych m.in. wzmacniania koloru przy użyciu naturalnych barwników w podwyższonej temperaturze, a nawet podał przepisy na zreperowanie uszkodzonego, pękniętego lub złamanego korala, perły i kamienia.

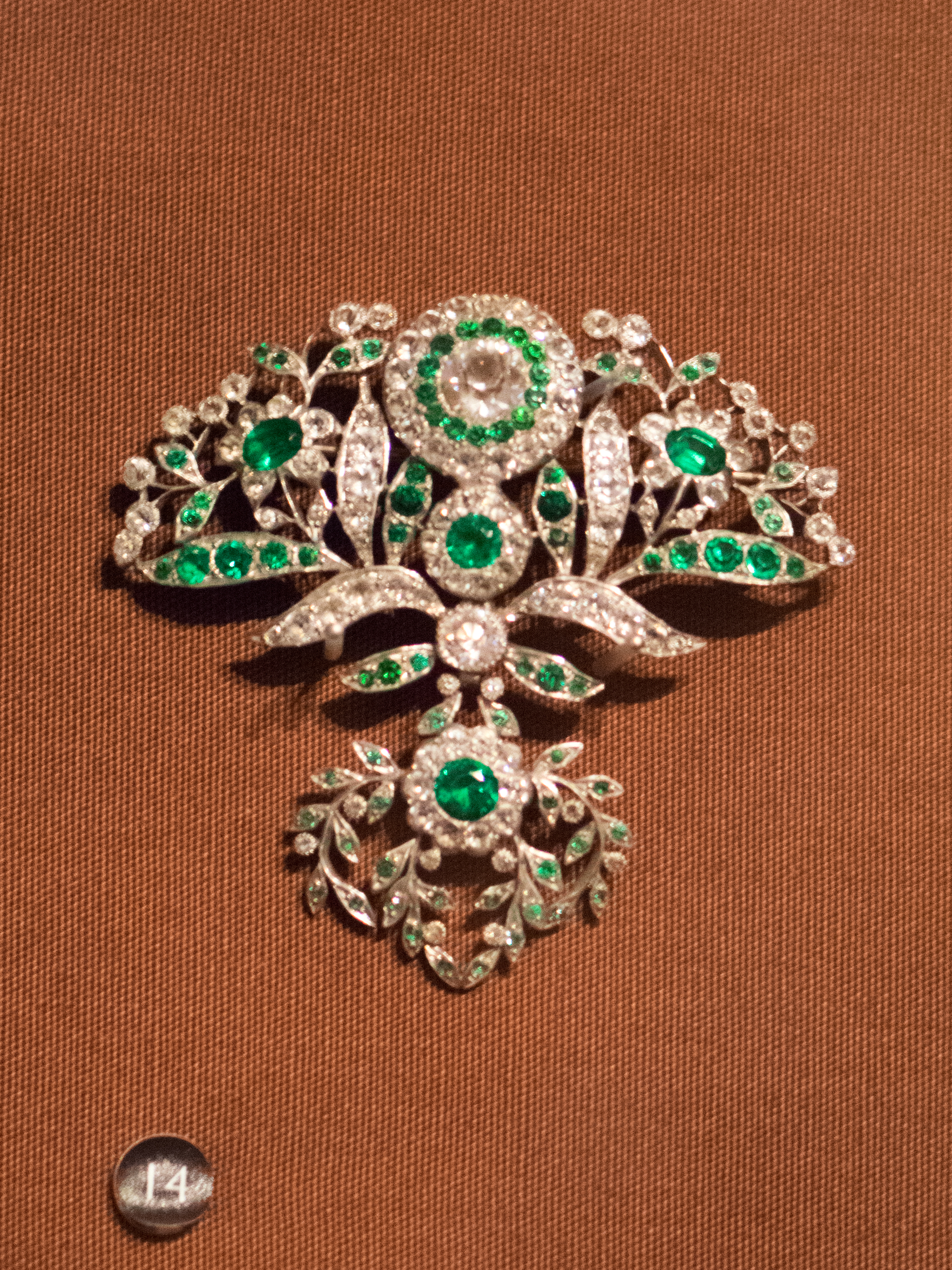
Broszka ze szklanymi imitacjami diamentów i szmaragdów z 1760 roku, osadzonymi w srebrze

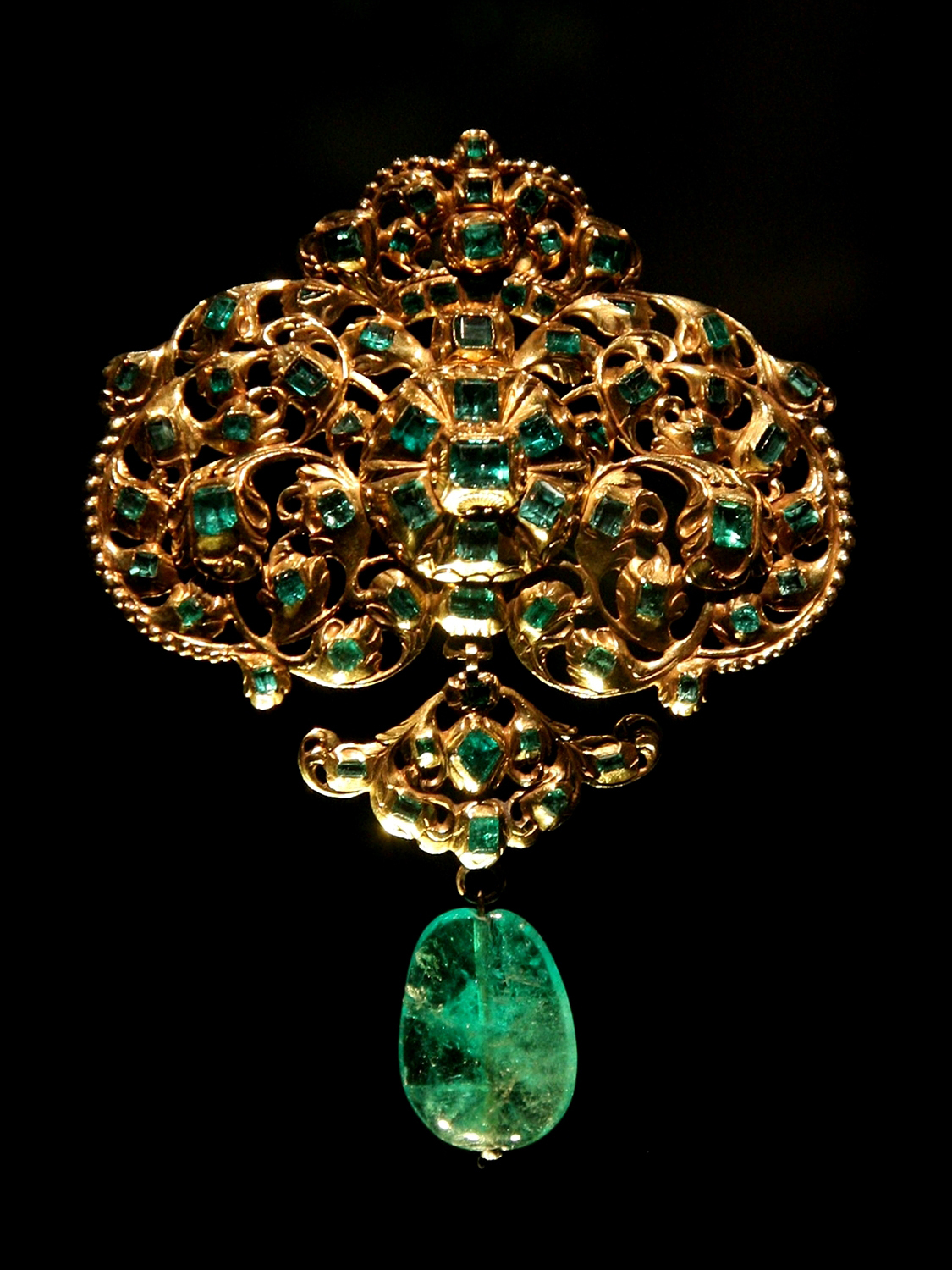
Złota broszka z prawdziwymi naturalnymi szmaragdami

Zrobione przez człowieka szkło, nazywane przez gemmologów paste dla odróżnienia od szkła naturalnego, było i jest powszechnie stosowane do produkowania imitacji kamieni szlachetnych, podobnie jak sproszkowane szkło w najróżniejszych kolorach było i jest używane do emaliowania. W porównaniu do oszlifowanych kamieni szlachetnych szkło charakteryzuje się słabym połyskiem oraz powszechną obecnością pęcherzyków i zawirowań. W przypadku szkła nieprzezroczystego zazwyczaj widoczne są też małe odpryski i rysy o szklistym połysku, który nie występuje na odpryskach krystalicznych kamieni szlachetnych i w związku z tym stanowi cechę identyfikacyjną. 
W 1609 roku ukazała się Gemmarum et lapidum historia Anselmusa de Boodta, pod wieloma względami najważniejsza XVII-wieczna książka traktująca o kamieniach szlachetnych, w której wymienił około 600 minerałów, znanych mu z osobistych obserwacji, opisał ich właściwości, medyczne wskazania i imitacje; podjął próbę ich klasyfikacji, dzieląc je na wielkie i małe, rzadkie i powszechne, twarde i miękkie, palne i niepalne, przezroczyste i nieprzezroczyste; posługiwał się trzystopniową skalą twardości; zauważył krystaliczną postać niektórych minerałów. We francuskim tłumaczeniu, które ukazało się w 1644 roku, omówiono proces odbarwiania szafiru, topazu i ametystu pod wpływem ciepła, aby uzyskać imitacje diamentu; barwienie kamieni głównie związkami metali, stosowanie metalowych folii oraz podano niejasny przepis na utwardzanie kamieni.
W XVIII wieku diamenty imitowano za pomocą strasu. W 1820 roku barwienie agatów w Idar-Oberstein doprowadzono do perfekcji. Barwione agaty robiono na szeroką skalę i sprzedawano oficjalnie jako kamienie traktowane. W połowie XIX wieku gemmologia wyodrębniła się jako osobna dyscyplina naukowa.
W początkach XIX wieku chemicy i jubilerzy zaczęli eksperymentować z wytwarzaniem kamieni szlachetnych w laboratorium. W 1902 roku Auguste Verneuil ogłosił, że udało mu się otrzymać syntetyczny rubin. Już w 1907 roku pojawiło się kilku producentów syntetycznego rubinu, którzy łącznie dostarczali na rynek jubilerski pięć milionów karatów rubinu rocznie. Traktowanie kamieni szlachetnych oraz wytwarzanie ich imitacji trwało przez wszystkie wieki.
Współcześnie stosowane są zarówno proste, jak i skomplikowane zabiegi upiększające kamienie szlachetne, przy czym jedne są łatwe do wykrycia, podczas gdy inne są trudno uchwytne. Kamienie szlachetne mogą być waloryzowane w wyniku procesu wybielania, barwienia, powlekania, wypełniania pęknięć, impregnacji, poddawania działaniu wysokiej temperatury lub ciśnienia, wygrzewania, naświetlania, wiercenia laserem czy dyfuzji sieciowej. 
Na przykład diamenty o gorszej jakości są współcześnie rutynowo poprawiane przez radioaktywne napromieniowanie i późniejsze kontrolowane wygrzewanie w celu zmiany barwy z nieatrakcyjnej jasnożółtej, jasnobrunatnej i szarej na zieloną, brunatną, niebieską, żółtą, pomarańczową i bardzo rzadko na różową, purpurową, czerwoną. Niektóre rodzaje diamentów są poddawane działaniu ekstremalnie wysokiej temperatury i ciśnienia, aby zniwelować efekt niepożądanego odcienia koloru.
Często praktykowane jest też wypalanie laserem i wybielanie ciemnych inkluzji w diamencie, po czym kanał pozostały po wiązce światła laserowego zostaje często wypełniony substancją szklistą.
Także szafiry i rubiny są waloryzowane m.in. przez wygrzewanie, aby uzyskać bardziej jednolity, intensywny kolor. Inkluzje w szmaragdach są wypełniane bezbarwnymi lub barwnymi olejami, albo syntetyczną bezbarwną żywicą, co zwiększa przejrzystość kamienia. 

Współczesne imitacje
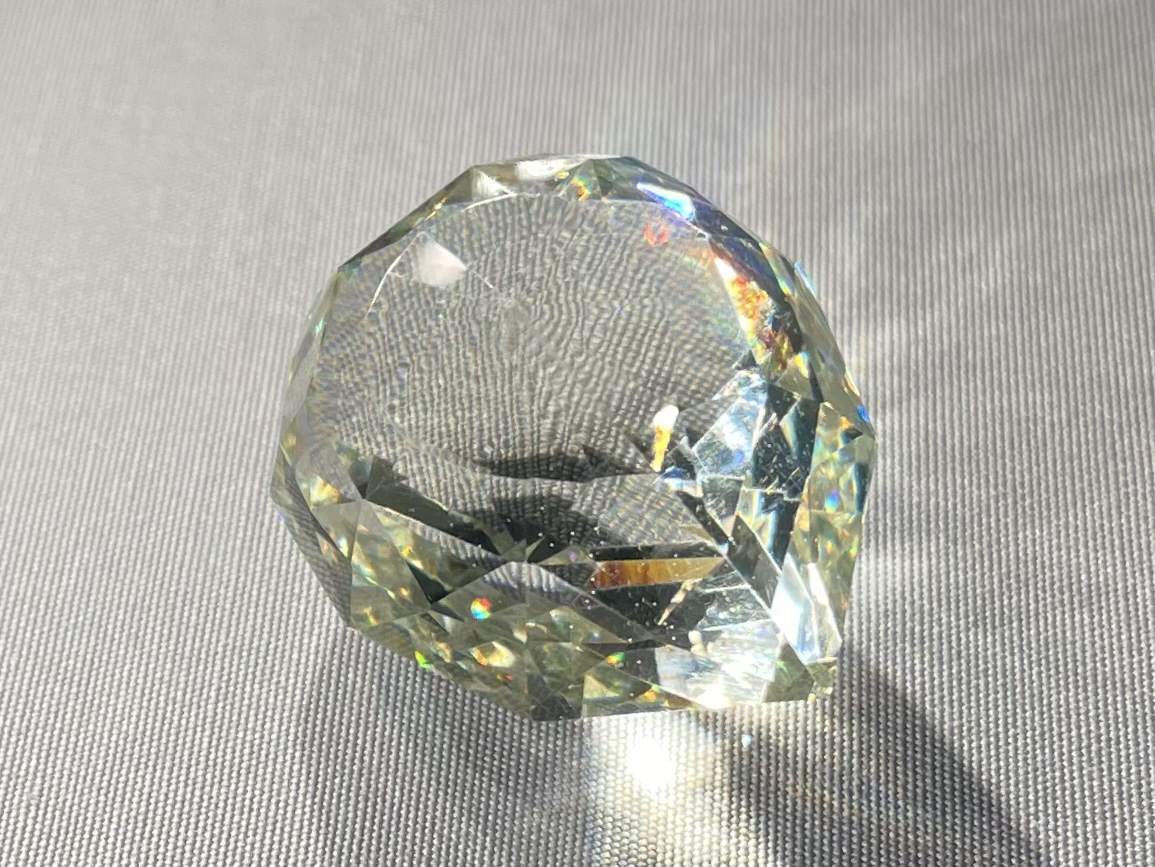
Kopia diamentu florenckiego ze strasu
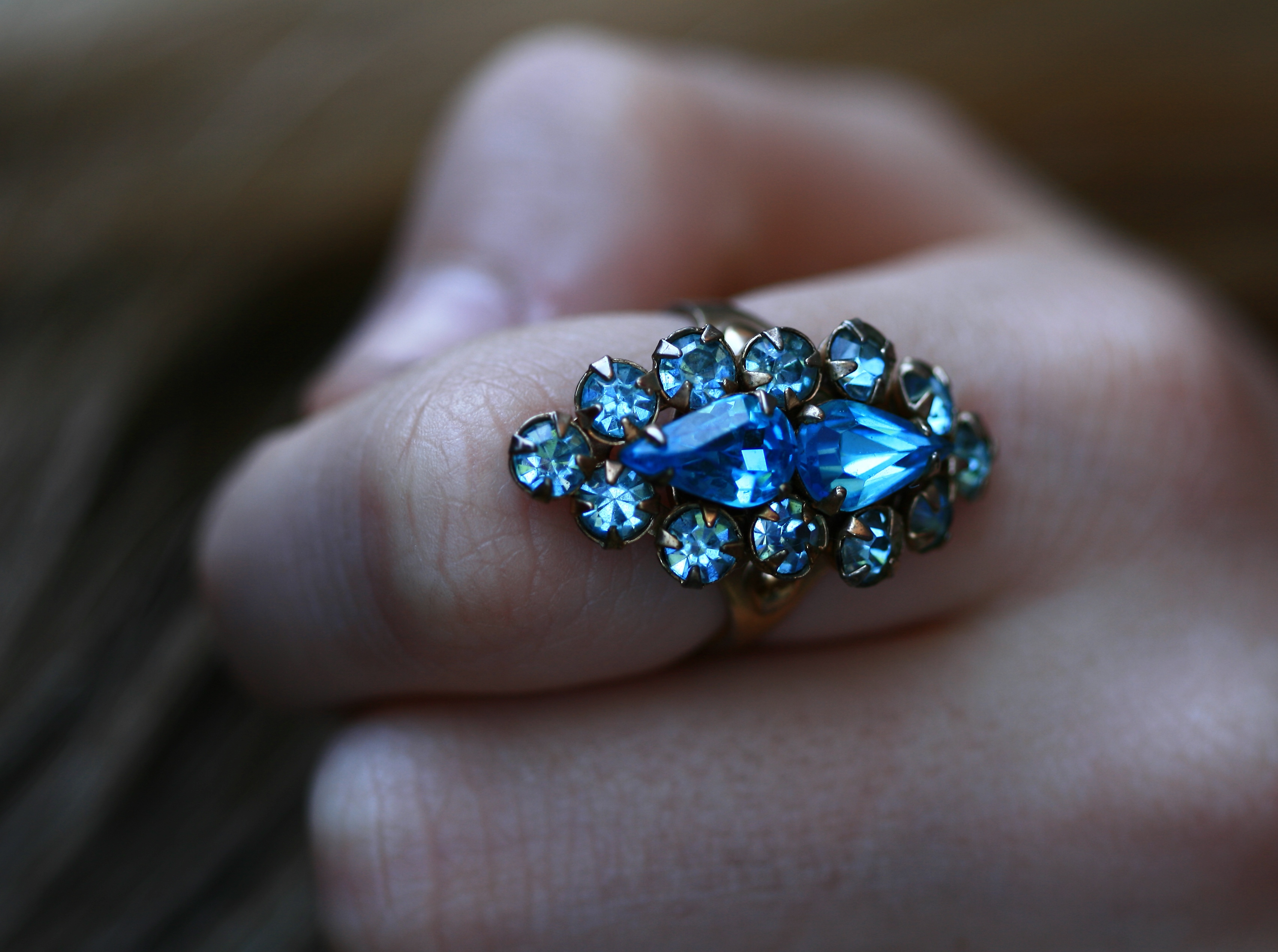
Pierścionek z oczkami z niebieskiego szkła
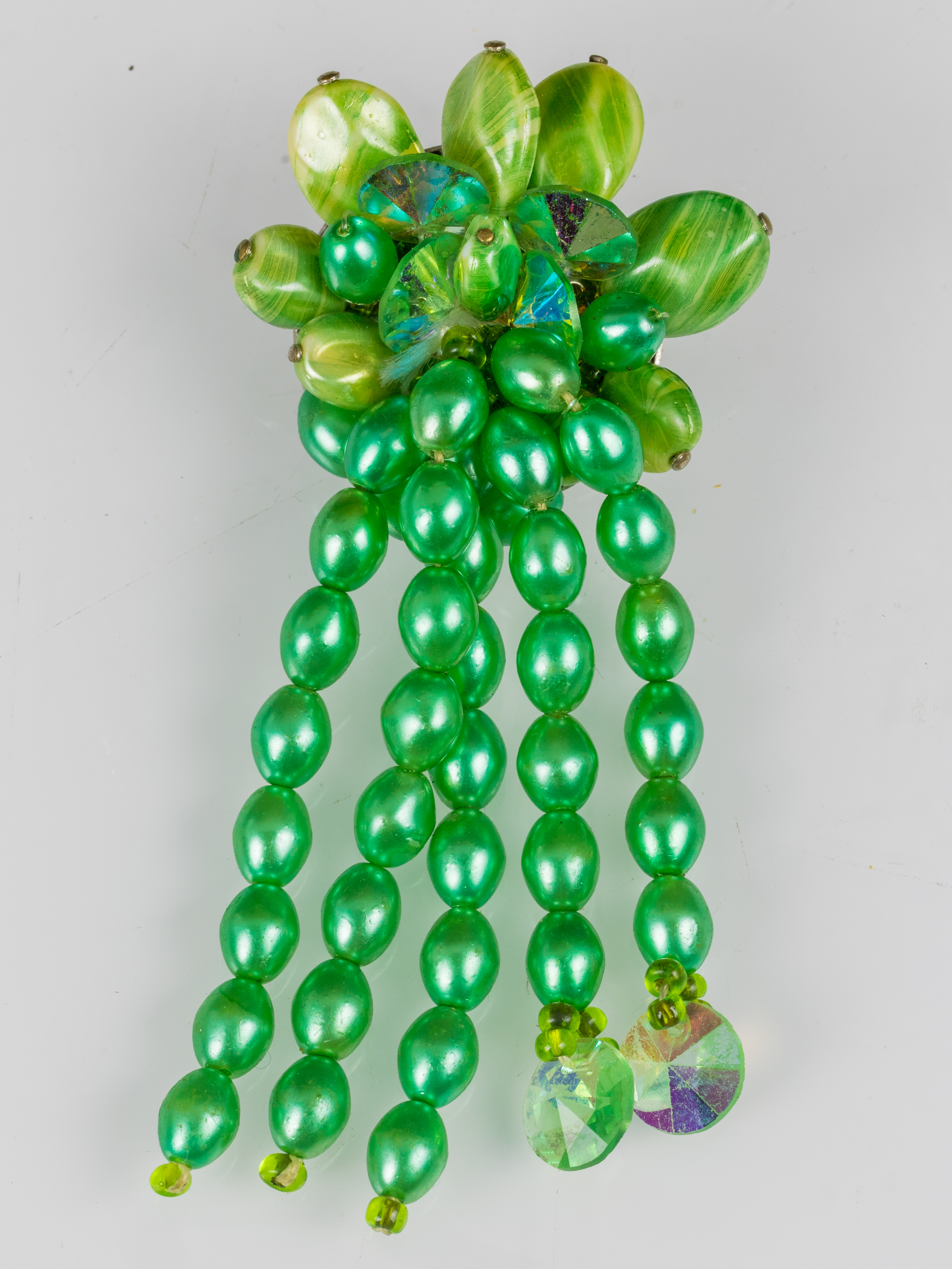
Broszka z zielonego szkła
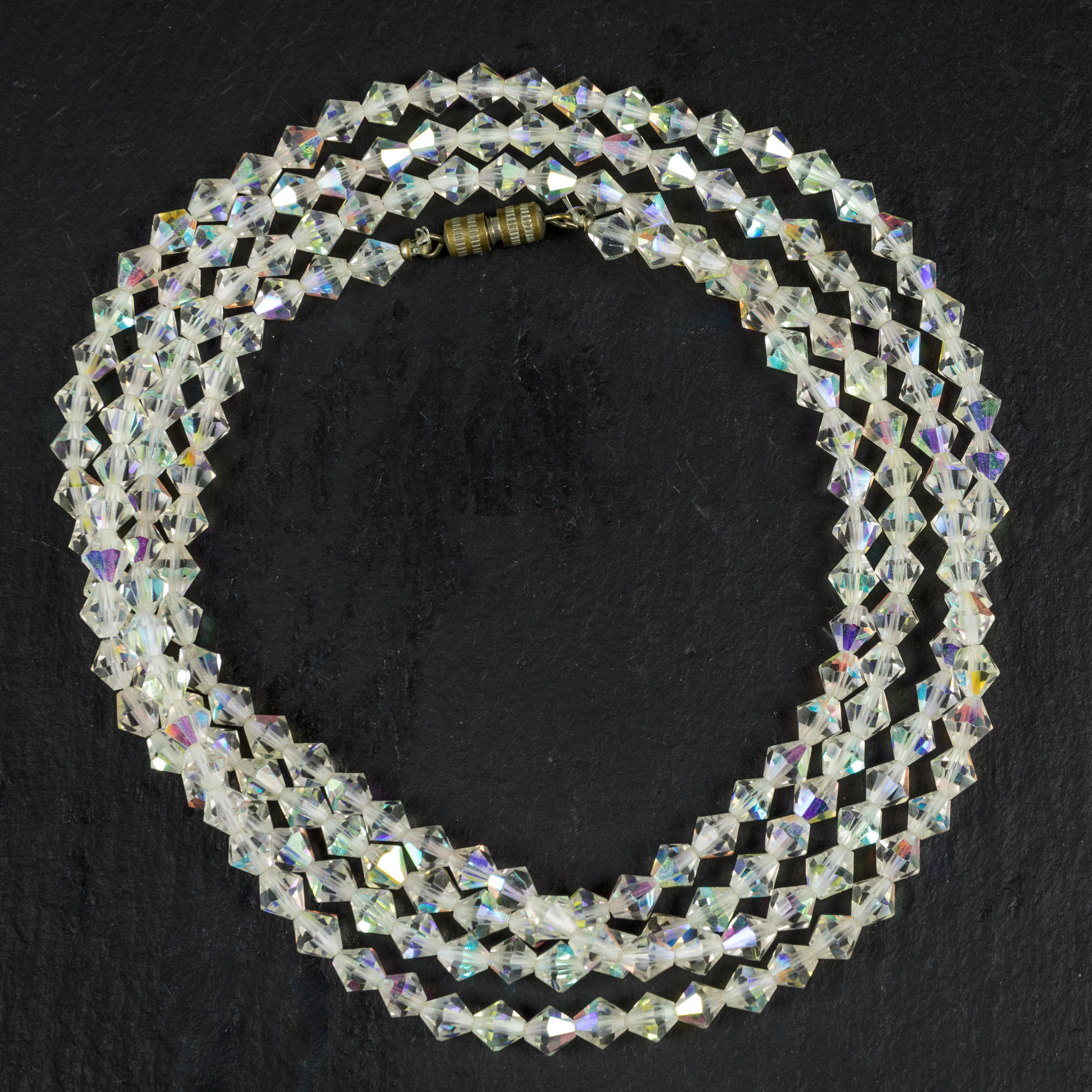
Kryształowe korale

Współczesne imitacje
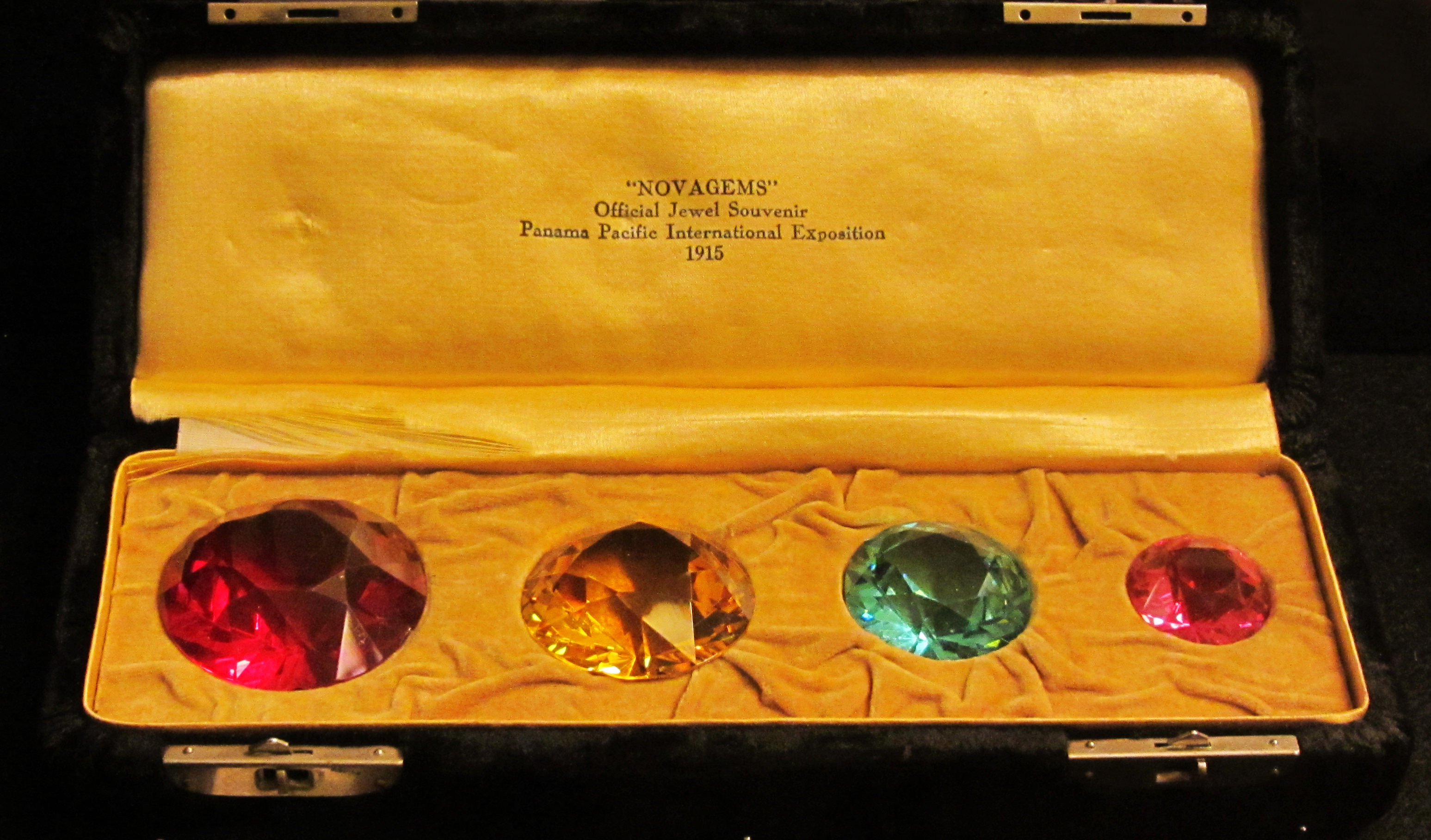
Różne kolory
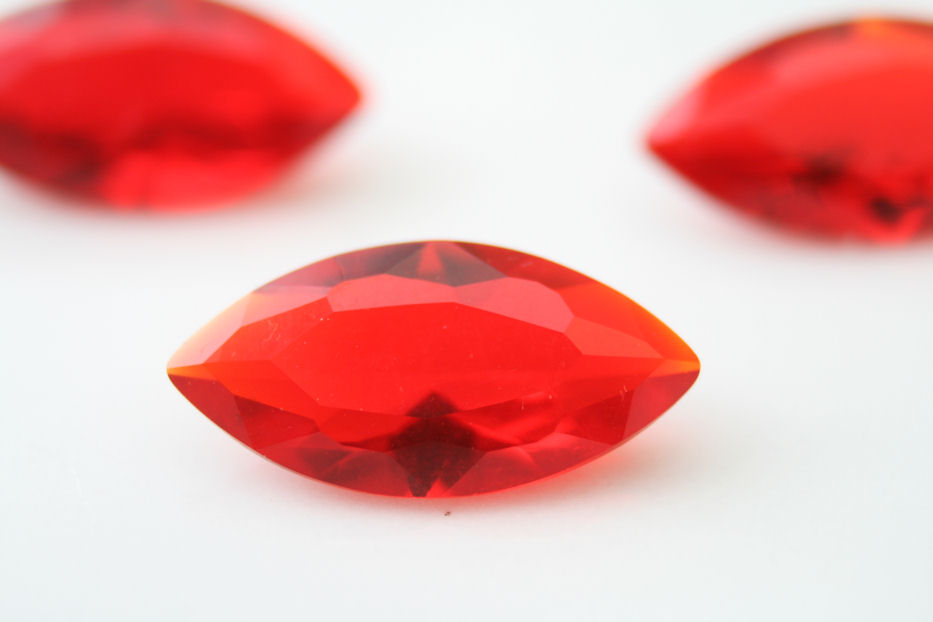
Czerwone oczka do pierścionków

## Obróbka
Po wydobyciu ze złóż barwne kamienie szlachetne są poddawane specjalnej obróbce, która w dużej mierze polega na szlifowaniu.
Szmaragdom nadaje się specjalny szlif szmaragdowy lub inny rodzaj szlifu fasetowego. Spotyka się też szmaragdy z nałożonym szlifem kaboszonowym lub reliefem rzeźbiarskim. Szmaragdy o najniższej jakości są poddawane procesowi bębnowania.
Rubinom i szafirom nadaje się szlif fasetowy, rzadziej kaboszonowy (np. rubin gwiaździsty). Czasem są rzeźbione (gliptyka).
Na diamenty nakłada się zwykle szlif fasetkowy (odpowiednio oszlifowany nosi nazwę brylantu), natomiast przezroczyste do nieprzezroczystych czarne diamenty bywają szlifowane jedynie okazjonalnie. 
Efektowne oszlifowanie ma wpływ na wartość kamienia szlachetnego, a nie tylko jego czystość, barwa i rozmiar.
W postaci oszlifowanej stosuje się je w jubilerstwie, oprawia w złoto, srebro i inne metale szlachetne.

## „Wielka Czwórka”
Spośród ponad 5000 różnych minerałów występujących naturalnie w skorupie ziemskiej w przeszłości wyróżniono cztery kamienie szlachetne: diament, szmaragd, rubin i szafir, tzw. „Wielka Czwórka” (ang. Big Four). Czasami do grupy tej włączany jest także opal i wtedy używa się pojęcia „Wielkiej Piątki”. Na liście tej możne czasami zostać wymieniona perła lub jadeit.
Diament jest najtwardszym z kamieni szlachetnych (10 w skali Mohsa), lecz należy chronić go przed uderzeniem lub upadkiem, gdyż bywa kruchy.
Czerwony rubin i niebieski szafir są odmianami minerału korundu i mają oba ten sam stopień twardości równy 9 w skali Mohsa. Korund jest obecnie produkowany syntetycznie, np. metodą Verneuila lub Czochralskiego. Korundy syntetyczne (nazywane też hodowanymi) mogą mieć różną wielkość, czasami dość znaczną. Syntetyczny rubin i syntetyczny szafir mają stopień twardości równy 9 w skali Mohsa tj. taki jak ich naturalne odpowiedniki. 
Szmaragd, będący odmianą minerału berylu, ma charakterystyczną zieloną barwę, od której pochodzi nazwa zieleni szmaragdowej – odcienia barwy zielonej i nazwa barwy szmaragdowej. Jego twardość w skali Mohsa wynosi 7,5 do 8.

Wielka Czwórka
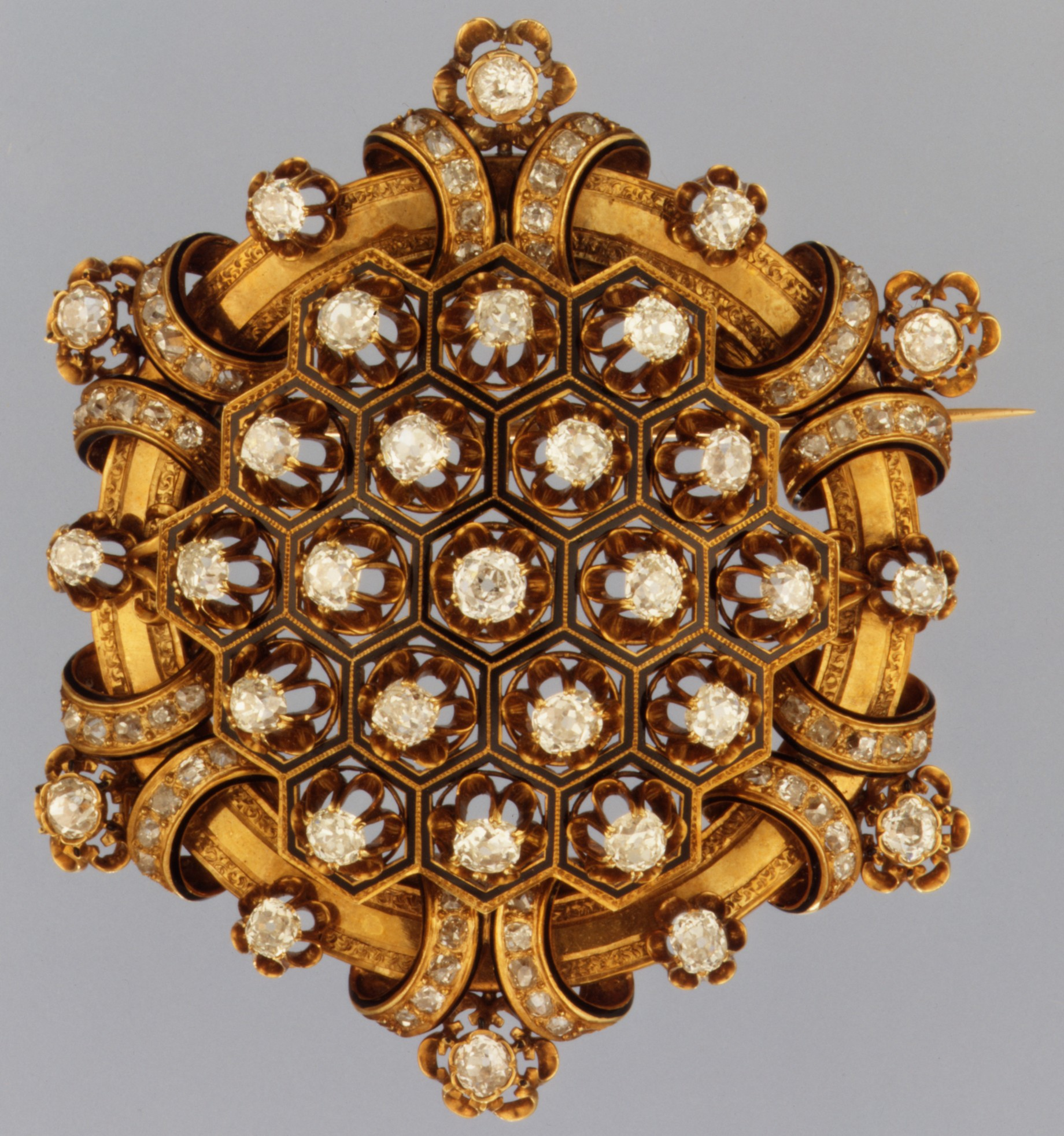
Broszka z diamentami
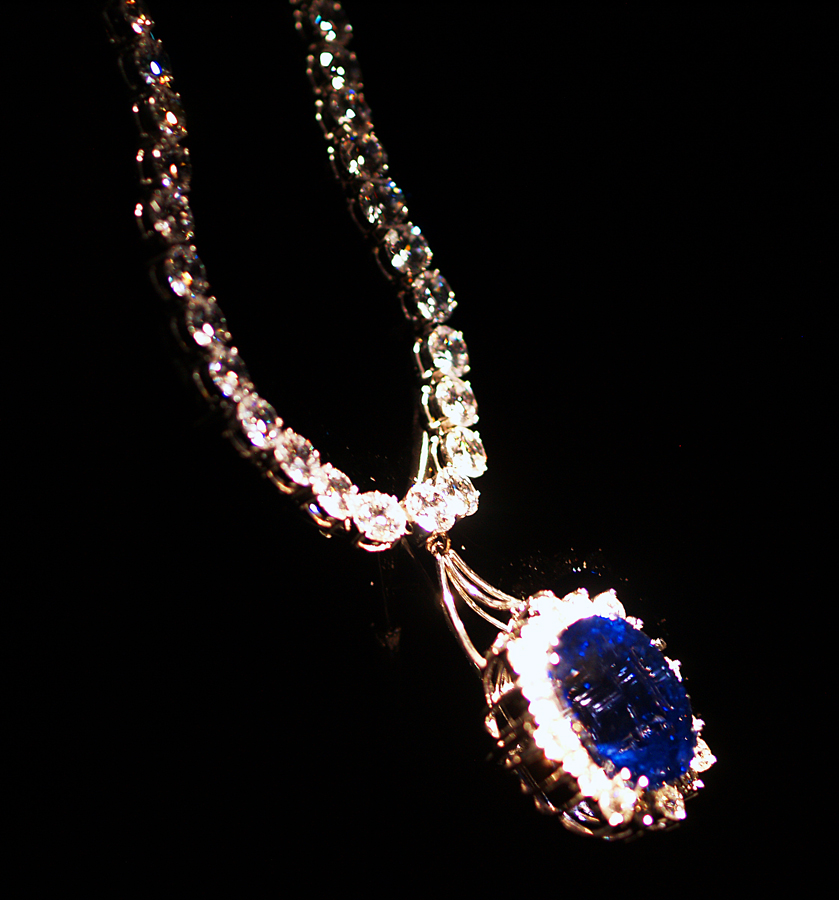
Naszyjnik z szafirem
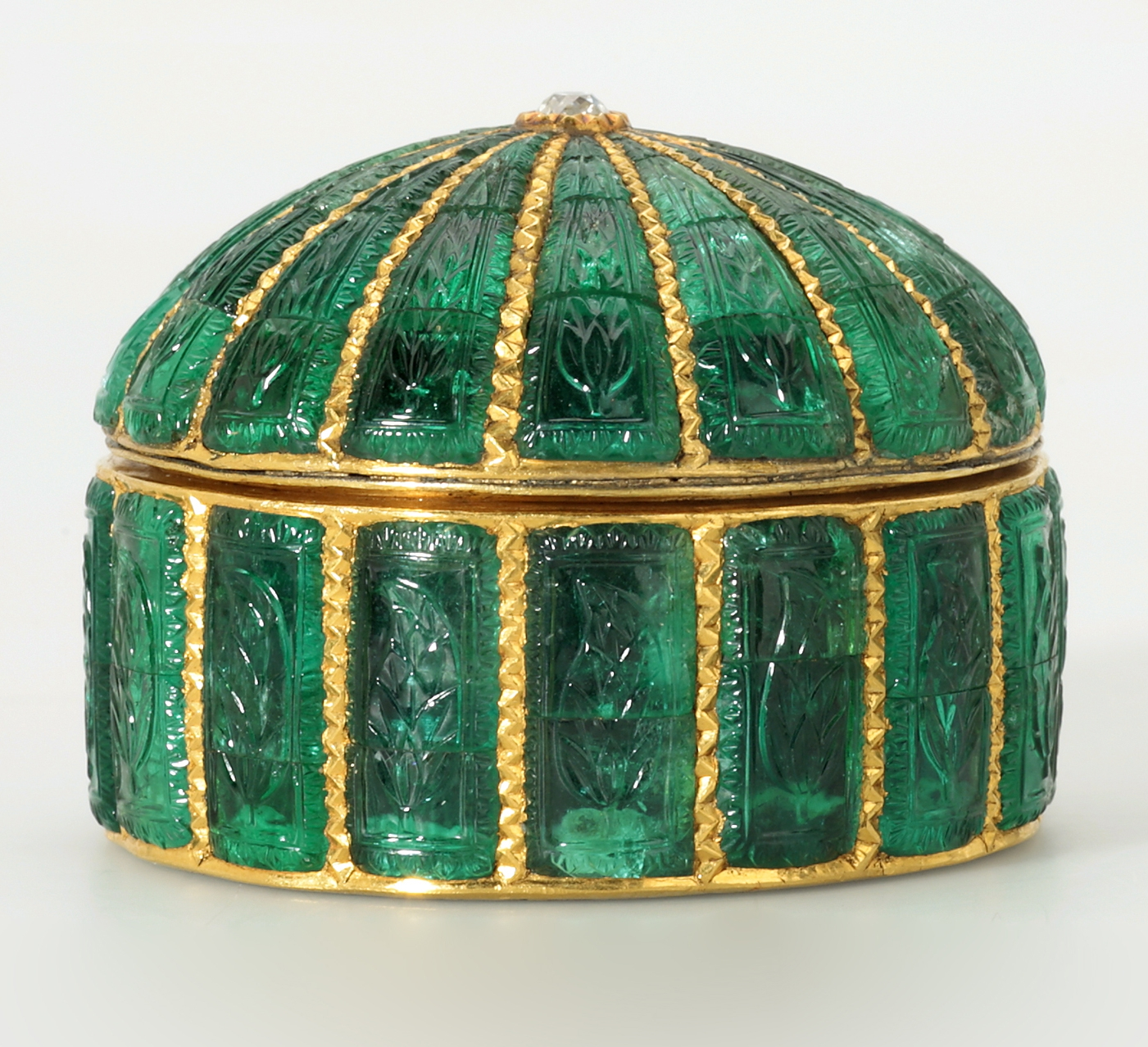
Szkatułka ozdobiona szmaragdami
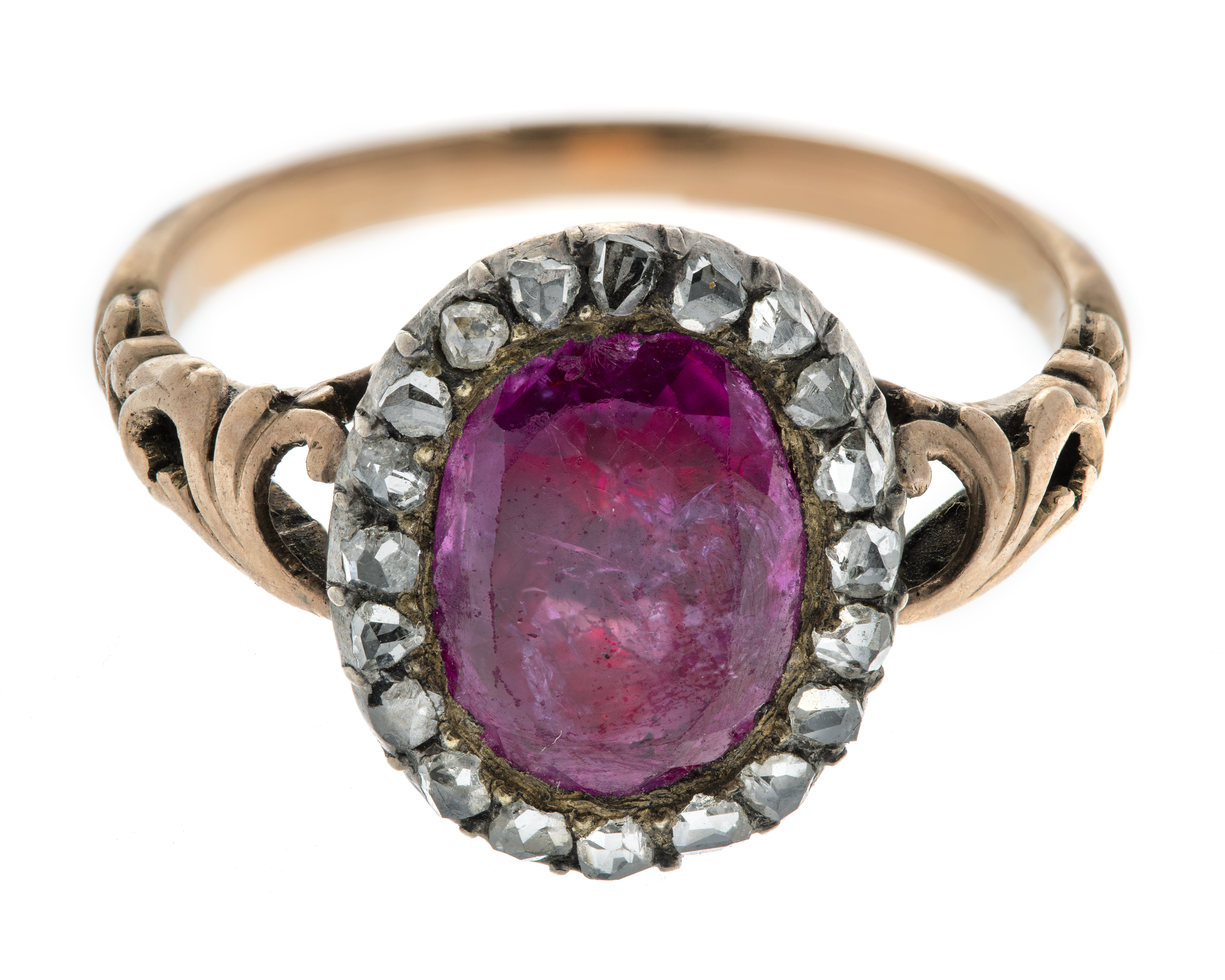
Pierścionek z rubinem

### Kamienie półszlachetne
Kamienie niespełniające ścisłych kryteriów definicji kamieni szlachetnych, o twardości poniżej 7 w skali Mohsa, lecz będące cenionymi kamieniami
jubilerskimi są określane jako półszlachetne. Obecnie odchodzi się od terminu kamieni półszlachetnych, na rzecz ogólnego określenia kamieni jubilerskich. Stosowanie terminu „kamień półszlachetny” nie jest zalecane, gdyż może prowadzić do znacznych dowolności interpretacyjnych podczas transakcji sprzedaży i kupna. Grupa kamieni półszlachetnych jest znacznie obszerniejsza w porównaniu do kamieni szlachetnych.
Przykładami bardziej znanych naturalnych kamieni półszlachetnych stosowanych w jubilerstwie są: aleksandryt, agat, ametyst, akwamaryn, granat, lapis lazuli, kamień księżycowy, opal, perydot, różowy kwarc, spinel, tanzanit, turmaliny, turkus, cyrkon, ametryn, cytryn, iolit, jadeit, kunzyt, morganit, kamień słoneczny, topaz i beryl.

## Nazewnictwo
Kamienie naturalne stosowane w jubilerstwie, które nie spełniają kryteriów definicji kamieni szlachetnych były dawniej, ale także obecnie, nazywane kamieniami półszlachetnymi, natomiast używane do produkcji biżuterii kamienie, które nie spełniają wymogów definicji kamieni szlachetnych ani wymogów definicji kamieni półszlachetnych są określane mianem kamieni ozdobnych. Nazwy kamienie szlachetne, kamienie półszlachetne i kamienie ozdobne odnoszą się do kamieni naturalnych, minerałów i skał, powstałych w przyrodzie bez udziału człowieka.
Współcześnie nie zaleca się stosowania terminów kamień szlachetny (ang. precious stone), kamień półszlachetny (ang. semi-precious stone) i kamień ozdobny (ang. decorative stone), lecz propaguje się przejście na bardziej ogólne i zbiorcze określenie kamieni jubilerskich (ang. gemstones).
Pod pojęciem kamieni jubilerskich rozumie się nie tylko kamienie szlachetne, półszlachetne i ozdobne, ale także kamienie syntetyczne, skamieliny oraz substancje stałe pochodzenia organicznego, łącznie z perłami hodowanymi, znajdujące zastosowanie w wyrobach jubilerskich.

## Metody klasyfikacji
Dawny podział na kamienie szlachetne i półszlachetne nie miał podstaw naukowych. Tradycyjnie te cztery kamienie (diament, szafir, rubin i szmaragd) były najbardziej poszukiwane i najdroższe. Obecnie ten podział zdezaktualizował się. Niektóre kamienie zaliczane do półszlachetnych mogą osiągać ceny znacznie wyższe niż kamienie szlachetne, np. naturalna perła jest droższa od słabej jakości diamentu, szafiru, rubinu czy szmaragdu. Pewne kamienie półszlachetne mogą występować w przyrodzie rzadziej od „Wielkiej Czwórki”, np. tsavoryt. Gemmolodzy nie stosują już podziału na kamienie szlachetne i półszlachetne. We współczesnym polskim podręczniku gemmologii dla studentów geologii stosuje się pojęcia kamieni szlachetnych i ozdobnych. Tym niemniej w dalszym ciągu funkcjonuje dawny podział kamieni naturalnych na trzy kategorie: kamienie szlachetne, półszlachetne i ozdobne.
We współczesnej gemmologii stosowane są różne metody klasyfikacji kamieni, albowiem nie istnieje jeden sposób na ich sklasyfikowanie. Poza tym niezależnie od metody klasyfikacji zawsze znajdują się wyjątki od reguły. W podziałach stosowane jest pojedyncze kryterium porządkujące bądź kilka kryteriów.
Handlowcy i szlifierze dzielą kamienie na dwie kategorie: diamenty (bezbarwne i kolorowe) i kamienie kolorowe (wszystkie inne kamienie poza diamentami, w tym także ich odmiany bezbarwne, np. bezbarwny szafir czy bezbarwny topaz). Dla handlowców taki podział ma znaczenie ze względu na różnice w pozyskiwaniu i dystrybucji, które występują między diamentami a kamieniami kolorowymi, zaś dla szlifierzy ze względu na konieczność posiadania osobnego zestawu do szlifowania diamentów i innego do szlifowania kamieni kolorowych, które są mniej twarde.
W innej metodzie klasyfikacji kamienie jubilerskie dzieli się na naturalne, syntetyczne (będące odpowiednikami kamieni naturalnych, jak i syntetyki niemające odpowiednika w przyrodzie) oraz imitacje. Kamienie można również podzielić na nieorganiczne i organiczne (np. bursztyn, perła, koral), czy na krystaliczne i amorficzne (np. naturalne i syntetyczne szkło, bursztyn, opal). Ze względu na pochodzenie wśród kamieni można wyróżnić trzy grupy: minerały, syntetyki i substancje organiczne. Pod kątem przepuszczania promieni świetlnych kamienie można podzielić na trzy grupy: przezroczyste o wysokiej wartości (diament, szafir, rubin, szmaragd), przezroczyste lub półprzezroczyste (np. akwamaryn, morganit, chryzoberyl, granaty, cytryn, ametyst, turmaliny, topaz, perydot, cyrkon itd.) oraz półprzezroczyste lub nieprzezroczyste (amazonit, lapis lazuli, opal, jadeit, labradoryt, ortoklaz). Jeszcze inna systematyzacja dzieli materiały gemmologiczne na: naturalne, syntetyczne, traktowane (poprawiane, upiększane) i imitacje.